# Marnoz
Marnoz ist eine Gemeinde im französischen Département Jura in der Region Bourgogne-Franche-Comté.

## Geographie
Marnoz liegt auf 340 m, westlich von Salins-les-Bains und etwa 30 km südöstlich der Stadt Dole (Luftlinie). Das Dorf erstreckt sich im westlichen Jura, am Nordfuß des Mont Begon, westlich des Tals des Baches Vache in einer Talmulde der Furieuse am Fuß des Mont Poupet.
Die Fläche des 4,87 km² großen Gemeindegebiets umfasst einen Abschnitt des französischen Juras. Der zentrale Teil des Gebietes wird von der Mulde von Marnoz eingenommen, die sich am Fuß des Juraplateaus erstreckt. Sie wird durch den Bach Vache, der streckenweise die östliche Grenze bildet, nach Norden zur Furieuse entwässert. Im Süden reicht das Gemeindeareal auf die Höhen von Château und Mont Begon, an dem mit 616 m die höchste Erhebung von Marnoz erreicht wird. Die nördliche Abgrenzung der Talmulde bildet die Höhe von Vaulgrenant (454 m).
Zu Marnoz gehören der Weiler Saint-Michel (360 m) östlich der Vache am Nordfuß von Château sowie einige Einzelhöfe. Nachbargemeinden von Marnoz sind Pagnoz und La Chapelle-sur-Furieuse im Norden, Salins-les-Bains im Osten, Pretin im Süden sowie Aiglepierre im Westen.

## Geschichte
Das Gemeindegebiet von Marnoz war bereits während der gallorömischen Zeit besiedelt. Im Mittelalter bildete Marnoz eine eigene kleine Herrschaft. Zusammen mit der Franche-Comté gelangte das Dorf mit dem Frieden von Nimwegen 1678 an Frankreich.

## Sehenswürdigkeiten
Die Kirche Saint-Michel im gleichnamigen Weiler besitzt eine reiche Ausstattung, darunter Statuen aus dem 15. Jahrhundert und Holzschnitzkunst. Von den profanen Bauwerken sind die Ruinen des Château de Saint-Michel und der Herrschaftssitz Pillot zu erwähnen.
|  |  |

## Bevölkerung
| Jahr                       | 1962 | 1968 | 1975 | 1982 | 1990 | 1999 | 2006 | 2017 |
| -------------------------- | ---- | ---- | ---- | ---- | ---- | ---- | ---- | ---- |
| Einwohner                  | 254  | 261  | 276  | 330  | 360  | 320  | 372  | 404  |
| Quellen: Cassini und INSEE |      |      |      |      |      |      |      |      |

Mit 379 Einwohnern (1. Januar 2022) gehört Marnoz zu den kleinen Gemeinden des Départements Jura. Nachdem die Einwohnerzahl in der ersten Hälfte des 20. Jahrhunderts abgenommen hatte (1891 wurden noch 362 Personen gezählt), wurde seit Beginn der 1960er Jahre wieder ein Bevölkerungswachstum verzeichnet.

## Wirtschaft und Infrastruktur
Marnoz war bis weit ins 20. Jahrhundert hinein ein vorwiegend durch die Landwirtschaft (Ackerbau, Weinbau und Obstbau) geprägtes Dorf. Daneben gibt es heute einige Betriebe des lokalen Kleingewerbes, unter anderem eine Kartonfabrik. Mittlerweile hat sich das Dorf auch zu einer Wohngemeinde gewandelt. Viele Erwerbstätige sind Wegpendler, die in den größeren Ortschaften der Umgebung ihrer Arbeit nachgehen.
Die Ortschaft liegt abseits der größeren Durchgangsstraßen, ist aber von der Hauptstraße D472, die von Dole nach Salins-les-Bains führt, leicht erreichbar. Weitere Straßenverbindungen bestehen mit Les Arsures, Aiglepierre und Pretin.